# Фридмен, Дуги
Ду́глас (Ду́ги) Фри́дмен (англ. Douglas "Dougie" Freedman; родился 25 мая 1974, Глазго, Шотландия) — шотландский экс-футболист, отыгравший большую часть своей карьеры за клуб «Кристал Пэлас». Главный тренер английского клуба «Болтон Уондерерс», уволен с поста 03.10.2014 г.